# Bojótie (historické území)

Starověká Bojótie

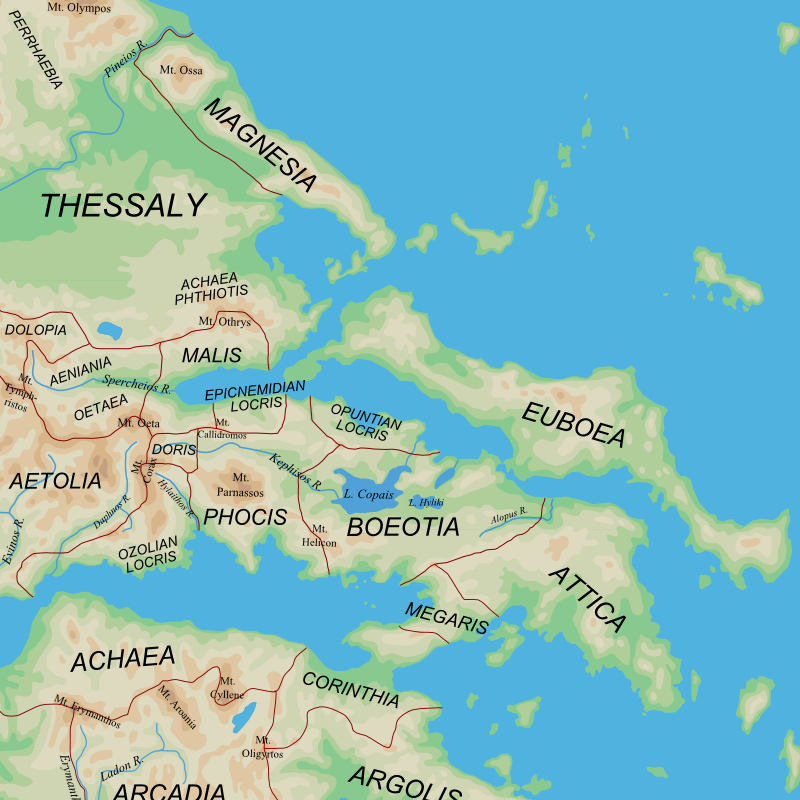
Mapa historických krajů Středního Řecka. Bojótie je zde nadepsána latinsky jako Boeotia

Přibližný průběh historické hranice Bojótie s historickými kraji Megaridou a Attikou

Bojótie, Boiótie nebo Boeotie (řecky Βοιωτια, Boiótia) je historické území ve starověkém Řecku. Odpovídá přibližně stejnojmenné regionální jednotce v kraji Střední Řecko. 

## Geografie
Bojótie leží na sever od východní části Korintského zálivu, na západě ji od Fókidy odděluje pohoří Elikóna, na jihovýchodě ji od Megaridy odděluje pohoří Kithairon, ale nejdelší hranici na jihovýchodě má s Attikou, na severu hraničí s Opuntskou Lokris a s Eubojským zálivem. Geograficky tvoří Boiotie přirozený celek a má z velké části přirozené hranice. Téměř celé území historického kraje v současnosti tvoří stejnojmennou regionální jednotku, náležející do kraje Středního Řecka, zasahuje však i do regionálních jednotek Fthiótidy, Euboie (malá severovýchodní část Bojótie, přiléhající k euboiskému městu Chalkis), malá část (bývalá obec Erythres) je v rámci regionální jednotky Západní Attiky součástí moderního kraje Attiky.
V severní části leželo rozsáhlé jezero Kopais, odvodněné a proměněné na zemědělskou půdu roku 1892. Z jezera se už ve starověku odváděla voda zčásti podzemními umělými kanály.

## Bojótie ve starověku

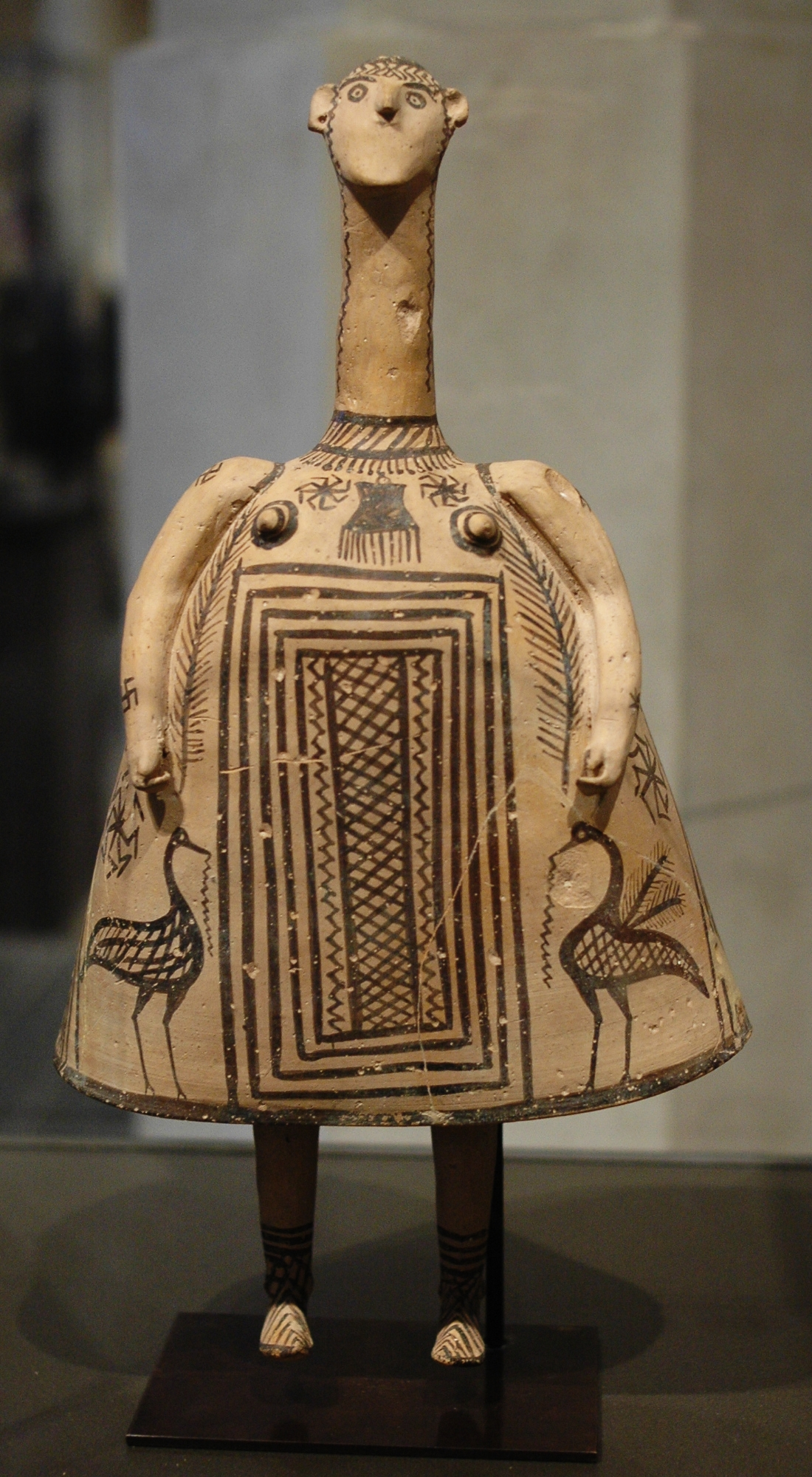
Zvoncovitý idol z Bojótie (Keramika, 7. stol. př. n. l.)

Ve starověku a v řecké mytologii hrála Bojótie významnou roli. Důležitými městy byly Théby jako vojenská pevnost, Plataje a Orchomenos jako obchodní středisko. Protože byla etnicky homogenní, snažily se Théby po staletí o její politické sjednocení, dosáhly však jen volné federace (Bojótský spolek), hlavně s náboženským významem. Théby byly většinou rivalem Athén a často se proti nim spojovaly se Spartou; patrně také proto platili Bojóťané v Athénách za zabedněné hlupáky. Politický význam Bojótie a Théb skončil po zničení města Alexandrem Velikým roku 335 př. n. l. Z Bojótie pocházela řada významných mužů jako Pindaros, Hésiodos nebo Plútarchos a v Bojótii podle tradice zemřel evangelista svatý Lukáš.